# Willy Röpcke
Willy Karl Theodor Ludwig Röpcke (* 2. Juli 1879 in Braunschweig; † 2. Mai 1945 in Goslar) war ein deutscher Richter und Kommunalpolitiker. Er war von 1930 bis 1933 Präsident des Oberlandesgerichts Braunschweig.

## Leben
Röpcke studierte Rechtswissenschaft in Leipzig. Im Jahre 1906 wurde er Gerichtsassessor im Braunschweigischen Justizdienst. Die Ernennung zum Landrichter folgte 1911. Von 1921 bis 1924 war er Vortragender Rat beim Justizministerium. Röpcke trat 1920 in die DDP ein und war mehrere Jahre Mitglied des Landesvorstands. Von 1921 bis 1925 gehörte er der Stadtverordnetenversammlung in Braunschweig an. Im Jahre 1922 wurde er zum Oberlandesgerichtsrat ernannt. Am 1. Januar 1929 wurde er Landgerichtspräsident und am 1. Juli 1930 Oberlandesgerichtspräsident in Braunschweig. In der Zeit des Nationalsozialismus wurde er im Mai 1933 zu einem Oberlandesgerichtsrat zurückversetzt, wobei er die bisherige Amtsbezeichnung behielt.

## Schriften
- Das Seebeuterecht. Deichert, Leipzig 1904, DNB 365053171.